# Corky de Graauw
Cornell "Corky" de Graauw (Bladel, 23 februari 1951) is een voormalig professioneel ijshockeyspeler. Hij kwam onder andere uit voor het Nederlands ijshockeyteam op de Olympische Winterspelen van 1980 in Lake Placid.
Cornell de Graauw, beter bekend als Corky, werd in 1973 naar Nederland gehaald om HIJS Veronica in Den Haag versterken. Hij is vooral bekend van zijn periode bij het Nederlands ijshockeyteam, dat zich destijds verrassend geplaatst had voor de Olympische winterspelen van 1980. Het toernooi begon goed nadat De Graauw Nederland op voorsprong had gezet tegen grootmacht Canada. De wedstrijd werd verloren. Alleen van Polen werd gewonnen en Nederland overleefde de poulefase niet. De Graauw werd topscorer van Nederland tijdens het Olympisch toernooi, met in totaal drie doelpunten en vijf assists in vijf wedstrijden. Waarvan twee tegen de topfavorieten uit de Sovjet-Unie en een doelpunt tegen Canada, dat overigens het eerste Olympische ijshockey doelpunt voor Nederland betekende.
Naast zijn interland carrière kwam De Graauw ook uit voor clubs in landen als Canada en de Verenigde Staten. Tussen 1968 en 1970 speelde De Graauw 10 wedstrijden voor de Kitchener Rangers. Een jaar later begon De Graauw zijn profcarrière in de Verenigde Staten bij de Fort Wayne Komets. Later kwam De Graauw ook uit voor de Long Island Ducks, waar hij in 72 wedstrijden maarliefst 64 keer wist te scoren. De Graauw sloot zijn carrière of in Nederland bij de Amstel Tijgers, hij behaalde in Amsterdam een scoringspercentage van boven de twee doelpunten per wedstrijd.